# Lexus LFA
La Lexus LFA è un'auto sportiva sviluppata e prodotta dalla casa automobilistica giapponese Lexus tra il 2010 e il 2012. È il secondo modello della serie sportiva F per le auto ad alte prestazioni, dopo la IS-F.
Prima della vettura definitiva il modello era identificato con la dicitura LF-A, durante il suo sviluppo vennero mostrati tre prototipi, uno nel 2005, seguito da uno nel 2007, completo di interni e meccanica, e la terza versione nel 2008. Il modello definitivo fu mostrato al Tokyo Motor Show nell'ottobre del 2009. Costruita in 500 unità, l'ultimo esemplare ha lasciato le catene di produzione il 14 dicembre 2012. Le prime due lettere del nome riprendono le iniziali di Leonardo Fioravanti, che ha disegnato la vettura per la casa nipponica.

## Progettazione e sviluppo

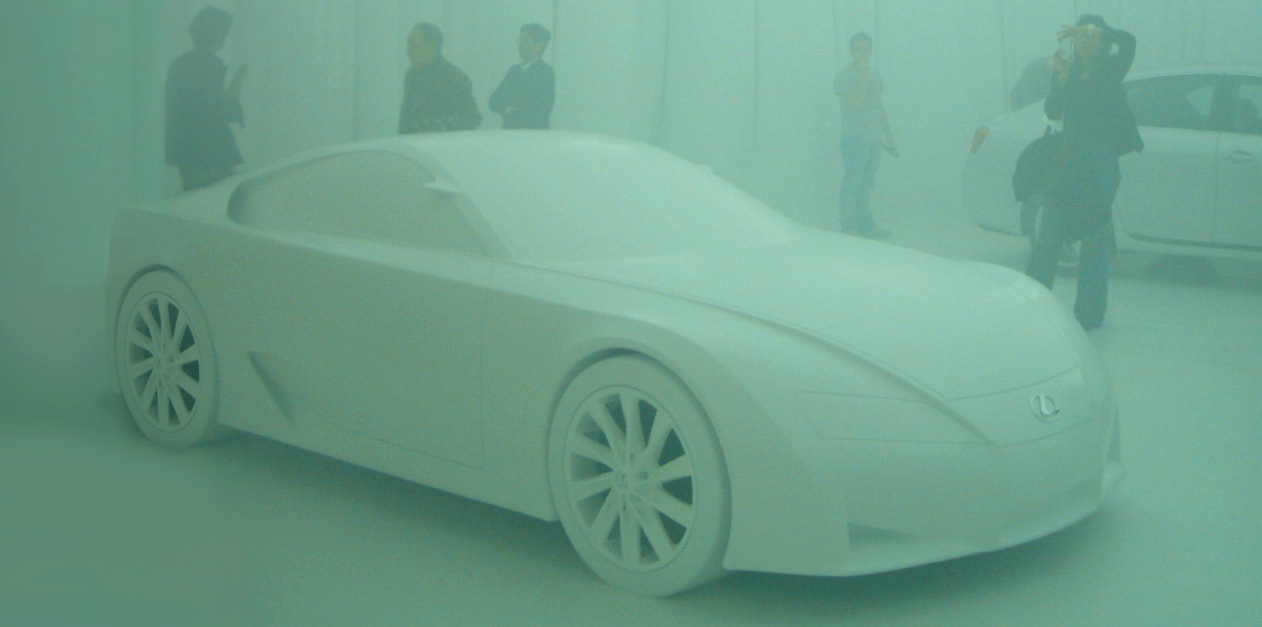
Un modello in scala 1:1 del primo concept Lexus LF-A durante un evento al Fuori Salone di Milano nel 2005

La vettura finale ha alle sue spalle una storia molto lunga: decennale; il progetto della LFA è stato affidato infatti all'ingegnere capo Haruhiko Tanahashi, che incomincia a lavorarci a partire dall'anno 2000, insieme a un team di ingegneri e a Hiromu Naruse, uno dei collaudatori più esperti della Toyota. Dal 2000 al 2004, quindi, il progetto è conosciuto all'interno del centro sviluppo come P280; nel 2004 viene ufficialmente denominato LF-A, prima con la creazione di un risultato metaprogettuale nel 2003 e poi con un prototipo denominato appunto LF-A nel 2004. La prima apparizione al pubblico avviene quindi nel gennaio 2005, al Salone dell'automobile di Detroit con un concept, progettato da Toyota in collaborazione con l'italiana Fioravanti. La concept car, dotata di un telaio in alluminio non ha vita lunga, seppur intensa: già prima della sua presentazione Tanahashi aveva cambiato idea, affermando che "L'alluminio è una tecnologia di ieri" e progetta un telaio di plastica rinforzato con la fibra di carbonio, fabbricato dalla Toyota in un impianto fatto appositamente a questo scopo sfruttando le tecnologie del team Toyota F1. Il risultato è un secondo prototipo, presentato come concept nel 2007. Tale concept presentava linee molto più filanti del primo, che vengono ammorbidite da un terzo concept, questa volta di un modello spider presentato nel 2008. Nel 2009 viene definitivamente resa ufficiale la produzione in serie con l'ennesima presentazione al pubblico di un modello della vettura, questa volta in veste definitiva. In questa occasione viene anche presentato il nome ufficiale della vettura: LFA senza trattino fra le ultime due lettere. Nel 2010 la vettura è ufficialmente in produzione.

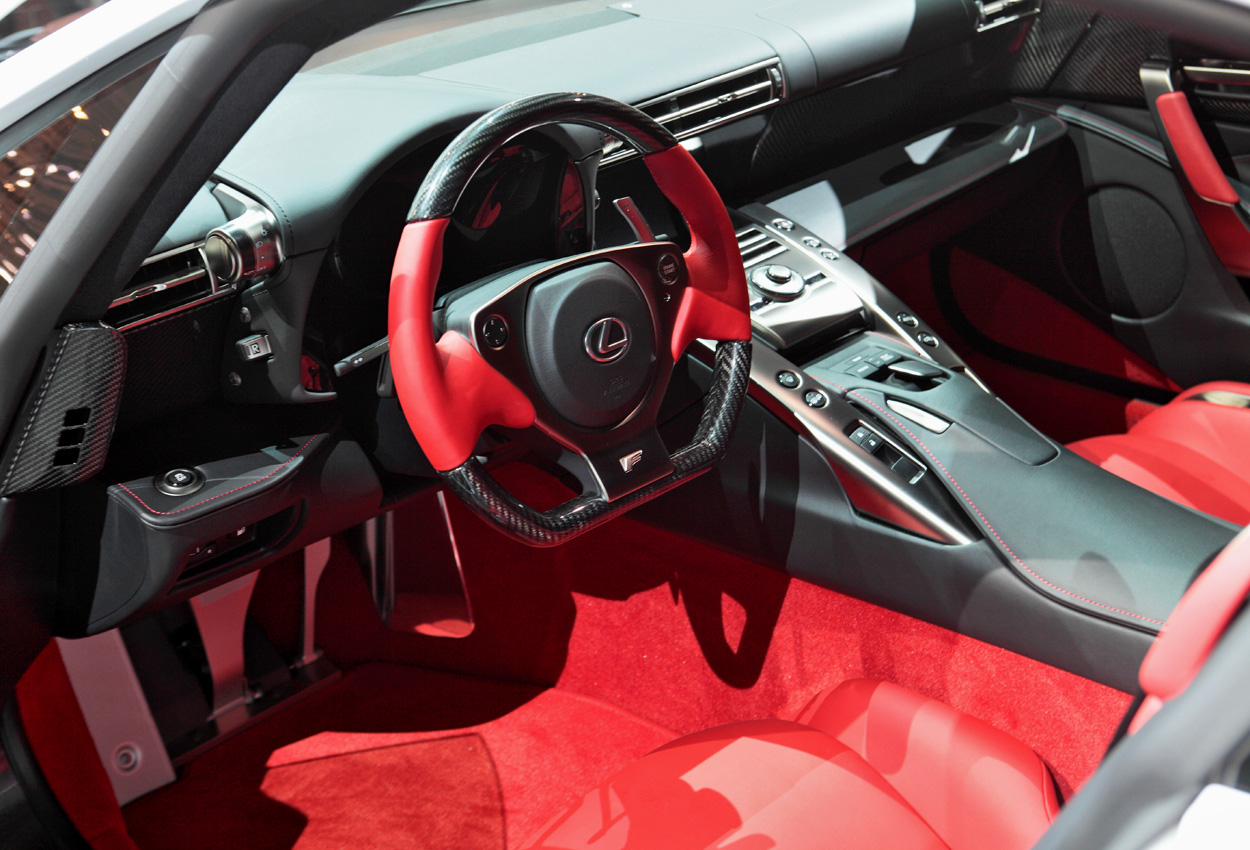
Interni

La LFA viene spinta da un motore V10 da 4,8 litri capace di 560 cavalli montato in posizione anteriore-centrale, con trazione posteriore dotato dello schema transaxle, con il cambio un automatico sequenziale a 6 marce montato in blocco sul differenziale posteriore, per un bilanciamento dei pesi 50/50 sui 2 assi del veicolo.
La produzione incominciata nel 2010 prevedeva soli 500 esemplari da assemblare in 20 unità mensili fino al 2012 presso lo stabilimento Motomachi di Toyota (Aichi). Gran parte della produzione è artigianale e ciò giustifica in parte il prezzo elevato di circa 375 000 euro. Nel gennaio del 2010 la Toyota annuncia che la produzione della LFA è stata già tutta venduta.

### Cronologia sviluppo
Nel corso della storia progettuale e lo sviluppo del progetto fino al raggiungimento della fase definitiva sono stati raggiunti diversi obbiettivi, ognuno rappresentato da un prototipo e un relativo concept. Ogni concept quindi determina una nuova fase di sviluppo e ri-progettazione del progetto precedente.
| fase preliminare e prima fase di progettazione | LF-A 1° Concept 2004 | LF-A 2° Concept 2007 | LF-A roadster Concept 2008 | Lexus LFA definitiva |
| ---------------------------------------------- | -------------------- | -------------------- | -------------------------- | -------------------- |
|                                                |                      |                      |                            |                      |
| 2000-04                                        | 2004-06              | 2007-09              | 2008                       | dal 2010             |

## Tecnica

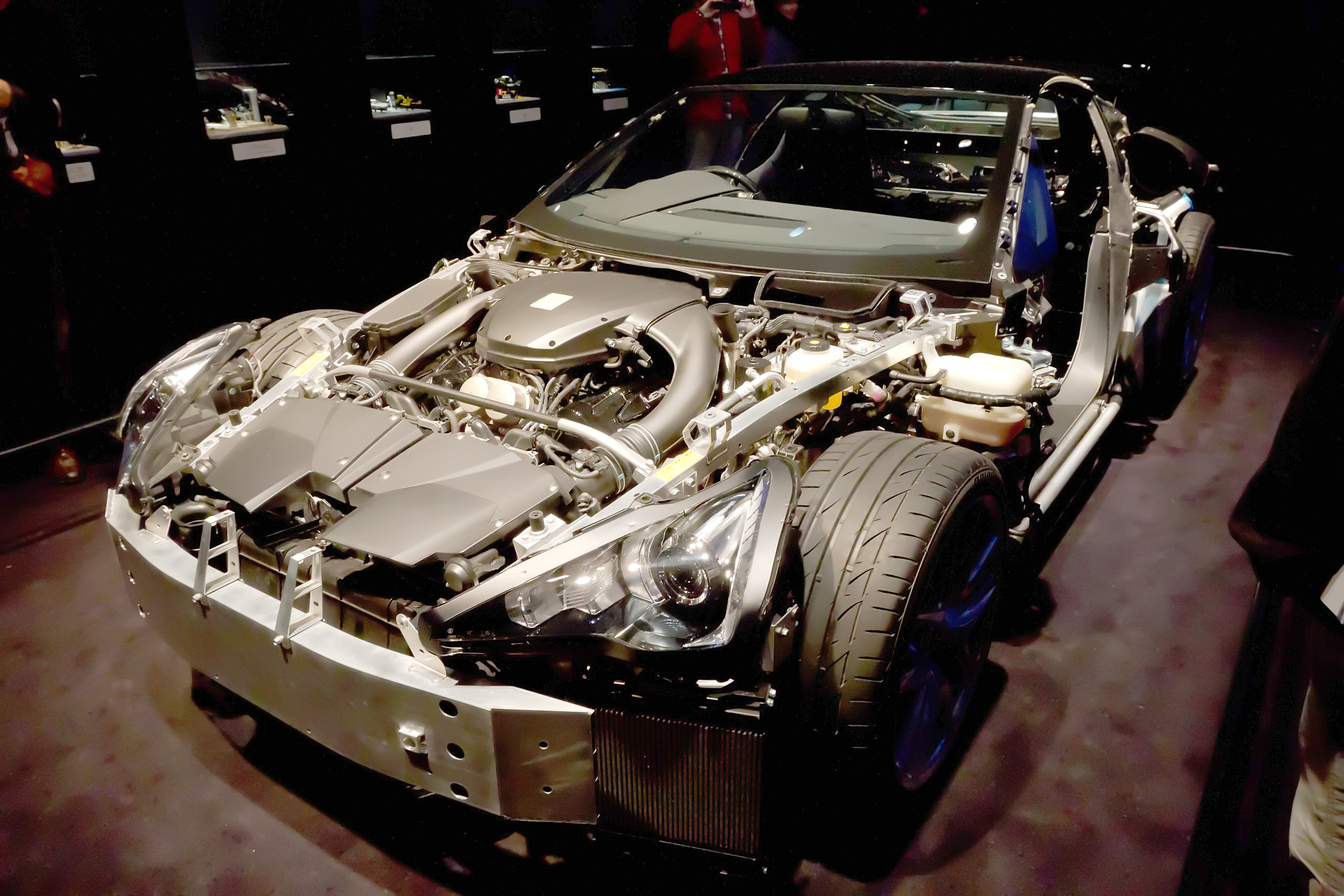
La LFA senza carrozzeria

La Lexus LFA è alimentata da un motore V10 da 4805 cm³ con angolo tra le bancate di 72 gradi con una potenza massima di 412 kW (560 CV) erogato a 8700 giri. La coppia massima di 480 Nm arriva a 6800 giri al minuto, il 90% della quale è disponibile a partire da 3700 giri al minuto. Il motore è costruito utilizzando pistoni in alluminio forgiato, bielle in titanio forgiato e valvole in titanio. La lubrificazione a carter secco previene la carenza di olio motore nelle curve ad alta velocità e riduce il baricentro permettendo di montare il motore più in basso. L'aria viene aspirata direttamente da sotto il cofano attraverso una fessura e passa in un collettore di aspirazione variabile a doppio stadio e convogliata in dieci corpi farfallati. Yamaha ha co-sviluppato l'intero motore insieme alle testate. 
Gli ingegneri della LFA hanno optato per un motore V10 rispetto a un motore V8 di cilindrata equivalente, per la capacità di raggiungere regimi di rotazione più elevati e 
Il propulsore garantisce alla LFA un rapporto peso/potenza di 2,67 kg/CV e le consente di raggiungere una velocità massima di circa 325 km/h. Il motore è installato con una posizione anteriore centrale. 

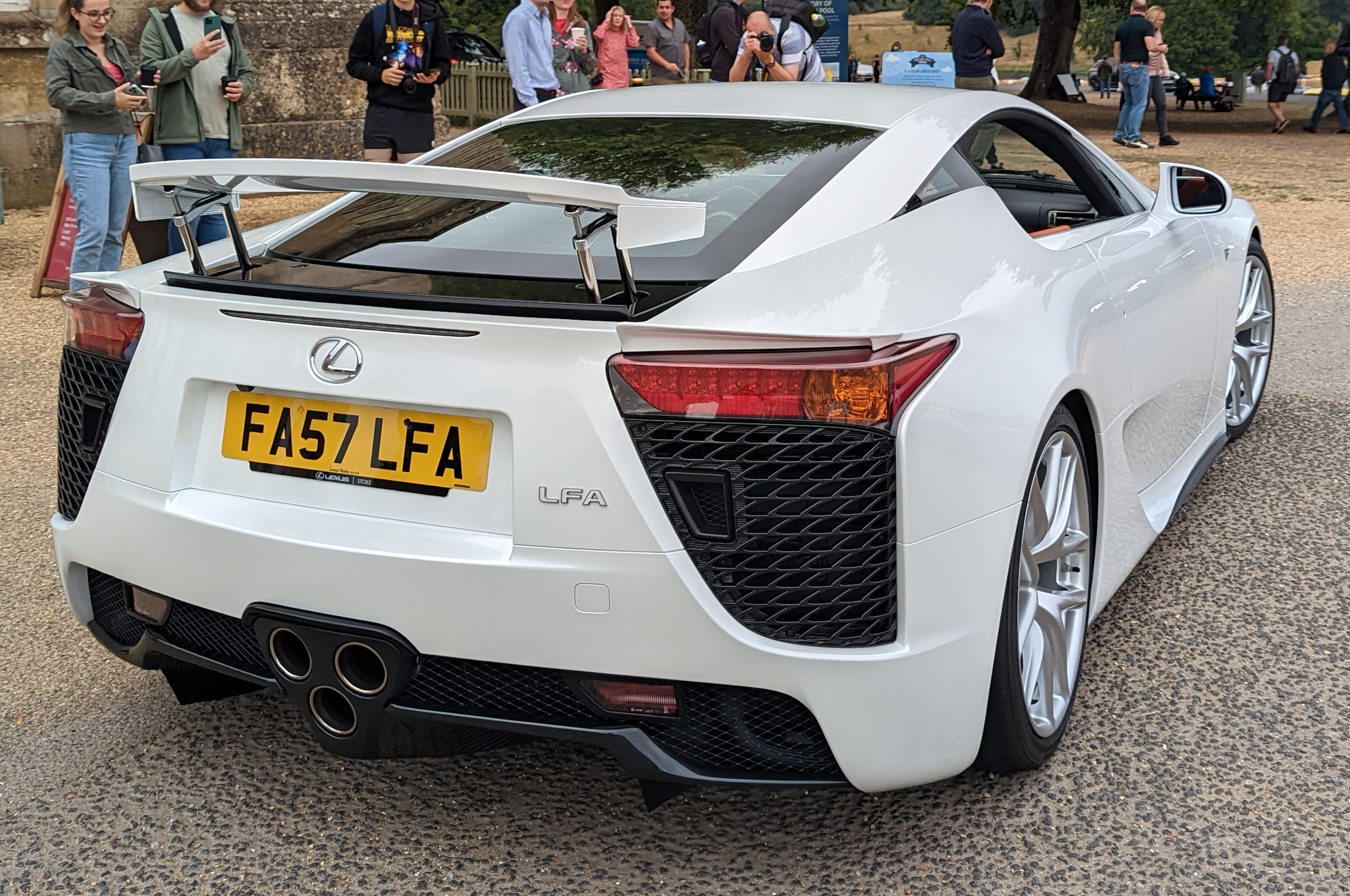
Dettaglio dell'ala mobile posteriore aperta

Il cambio costruito dalla Aisin è un automatizzato a singola frizione e sei rapporti in posizione transaxle.
Il telaio della Lexus LFA è costituito da una monoscocca centrale in polimero rinforzato con fibra di carbonio (CFRP) e dotato di telaietti di supporto anteriori e posteriori in alluminio. Nel complesso il 65% della massa totale della carrozzeria del veicolo è in materiale CFRP, mentre il restante 35% è in alluminio.
Viene utilizzato un servosterzo elettrico a cremagliera con un rapporto di 14,3:1. La sospensione anteriore utilizza una disposizione a doppio braccio oscillante mentre al posteriore è presente una disposizione multi-link con ammortizzatori coil-over su tutte le ruote. Gli ammortizzatori hanno una struttura monotubo. La LFA è inoltre dotata di pinze freno monoblocco Brembo anteriori a sei pistoncini e posteriori a quattro pistoncini con dischi in carboceramica da 390 mm anteriori e 360 mm posteriori controllati dal sistema Brake-by-wire. Le ruote BBS forgiate da 20 pollici sono dotate di pneumatici Bridgestone da 265 mm all'anteriore e 305 mm al posteriore.

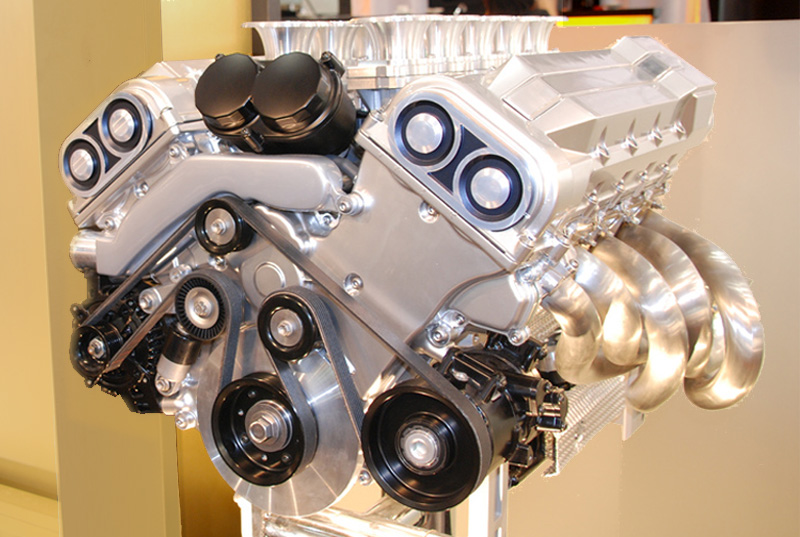
Motore V10

Per mantenere una distribuzione del peso quasi ideale, viene utilizzato un cambio montato sull'asse posteriore, oltre al serbatoio del carburante davanti all'asse posteriore e dei radiatori nella parte posteriore. Il serbatoio del liquido lavacristallo è montato al centro accanto al serbatoio del carburante per migliorare ulteriormente il baricentro. Complessivamente il 48% della massa della LFA è distribuita sulle ruote anteriori e il 52% su quelle posteriori. Il motore è collegato al cambio tramite un albero di trasmissione in fibra di carbonio sotto il quale passa il sistema di scarico in titanio. Questa disposizione dell'albero di trasmissione e dello scarico riduce la larghezza del tunnel centrale.

## Eventi correlati
Nel giugno del 2010 la Lexus avvia i collaudi della LFA Nurburgring Edition, una versione speciale con motore potenziato di 10 cavalli e assetto ancora più rigido destinata a chiudere la produzione della LFA; durante i test effettuati sullo storico circuito del Nürburgring, il collaudatore e capo del progetto, Hiromu Naruse, perde la vita alla guida di un esemplare dell'auto, schiantandosi contro una BMW Serie 3.

## Versioni speciali

### LFA Nürburgring Package

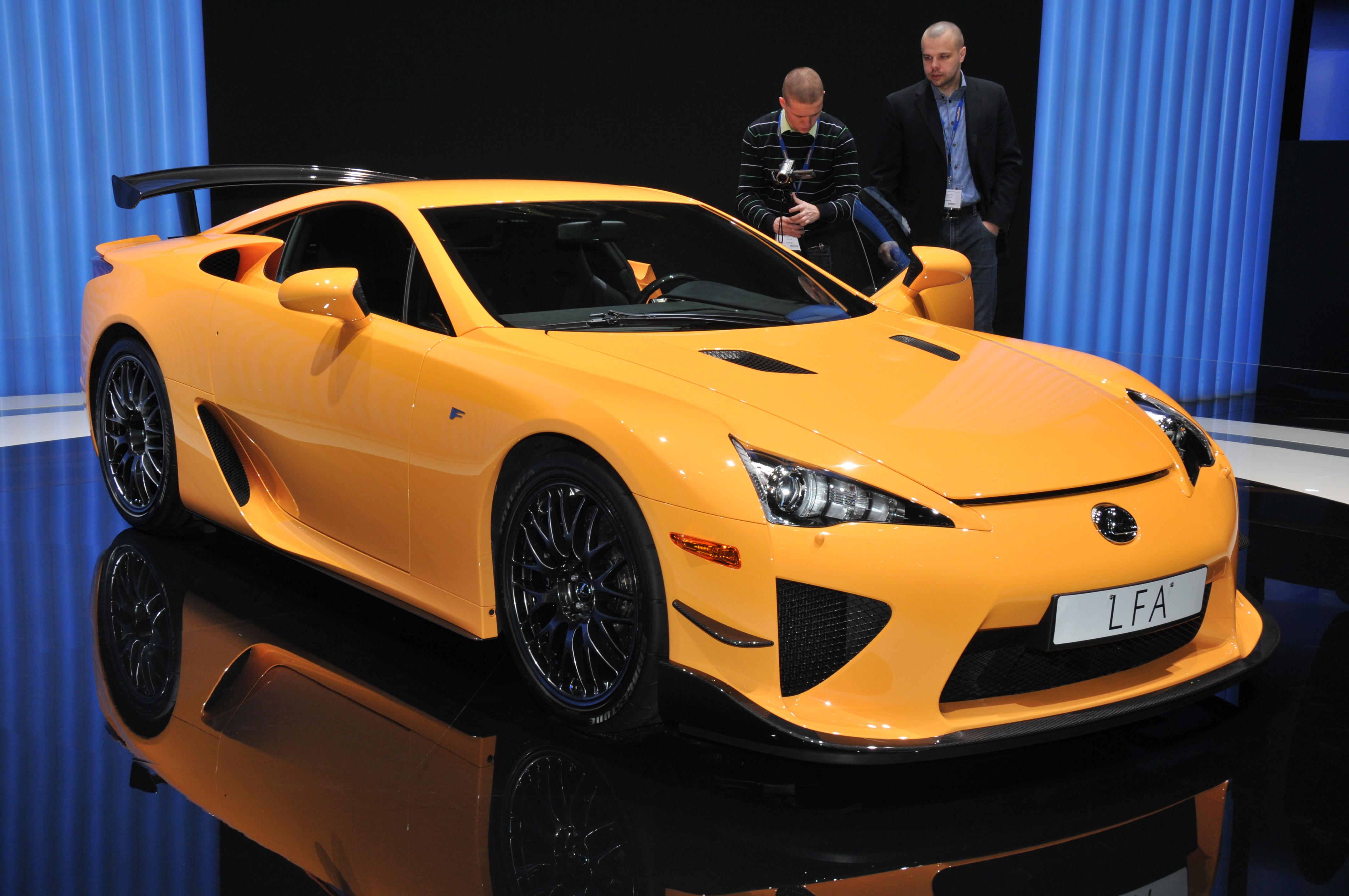
Lexus LFA Nürburgring Edition al salone di Ginevra del 2011

Nel 2010 è stata presentata una versione speciale della LFA prodotta in soli 50 esemplari che sono parte dei 500 totali previsti per la LFA e sono caratterizzati da una serie di soluzioni tecniche pensate per esaltare il piacere di guida della supercar giapponese, anche nell'uso in pista. Il 4,8 litri V10 è stato rivisto solo marginalmente, nell'impianto di scarico, per erogare 10 Cv in più, la maggior parte delle modifiche sono state applicate all'assetto e alla aerodinamica, ora dotata di appendici fisse di maggiori dimensioni in fibra di carbonio. Il software del cambio è stato ottimizzato per ottenere passaggi di rapporto in 150 millisecondi, mentre l'altezza da terra è stata ridotta di 10 mm e vengono utilizzati pneumatici dalla mescola particolarmente morbida.

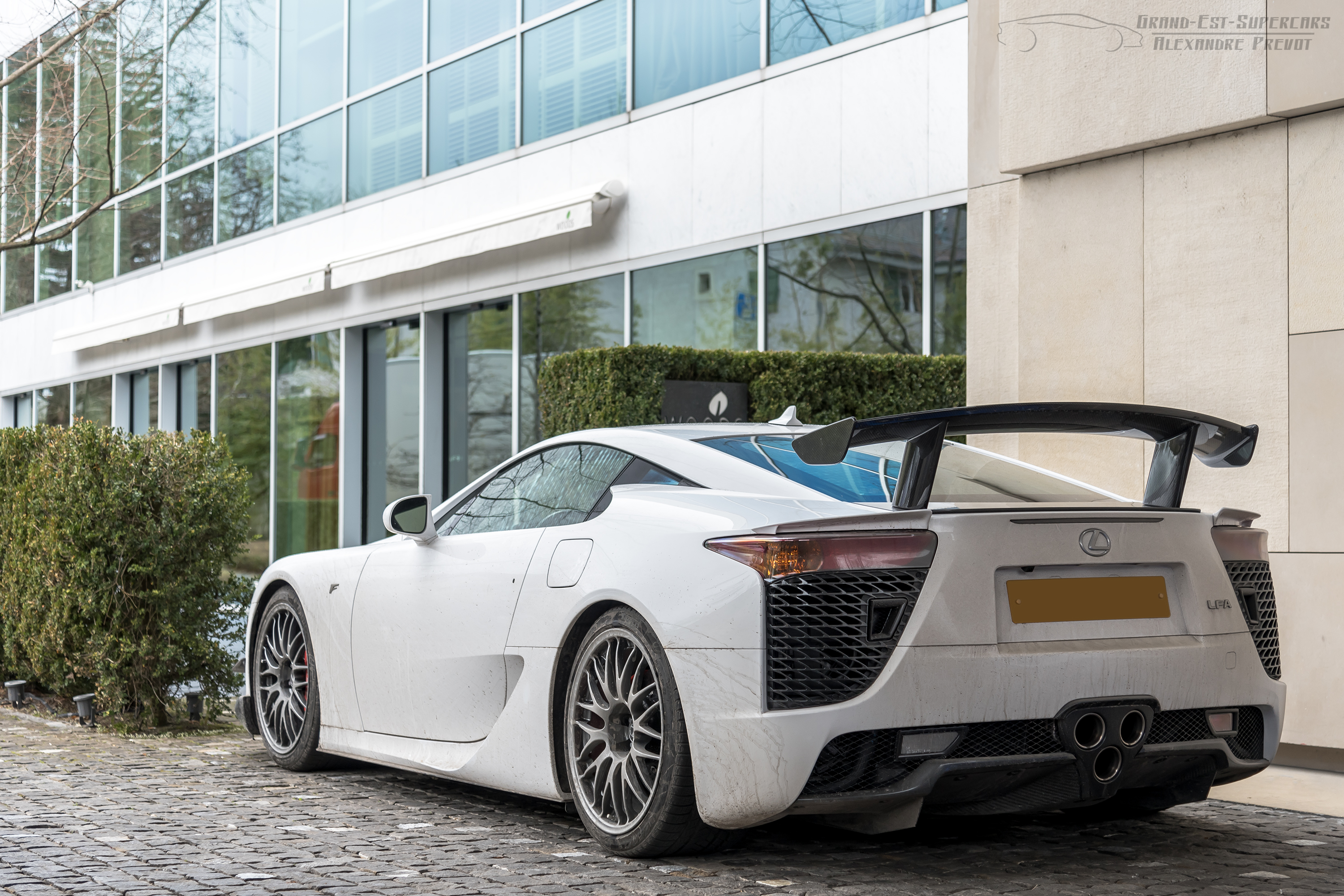
Retro LFA Nürburgring Edition con ala fissa

La produzione della LFA Nürburgring Package è cominciata nel 2012, al ritmo di 1 vettura al giorno. I colori disponibili sono nero, nero opaco, bianco e arancione, con interni rosso-nero, nero-viola o completamente nero, con rivestimenti in alcantara e fibra di carbonio. Compreso anche il pass annuale per il circuito del Nürburgring e un corso di guida sul circuito tedesco. Il prezzo di questo Pacchetto Nurburgring è pari a circa 55.000 euro, da sommare ai 375.000 necessari per la vettura.